# Espaço N.O.
O Espaço N.O. foi uma galeria de arte e centro cultural alternativo atuante em Porto Alegre entre 1979 e 1982, instalado na Galeria Chaves.
Originou-se da iniciativa da artista Ana Torrano, que procurou Vera Chaves Barcellos e propôs a criação de um espaço de arte e cultura contemporâneas, inspirado no Other Books and So, de Amsterdã, dirigido pelo mexicano Ulisses Carrión. Logo o movimento recebeu a participação de Cris Vigiano, Karin Lambrecht, Regina Coeli, Heloísa Schneiders da Silva, Simone Michelin e Eugênia Wendhausen, e foi organizado na forma de uma associação, com estatuto próprio.
Sua proposta foi a de discutir variados aspectos da produção contemporânea e abrir espaço para manifestações de vanguarda e experimentalismos em termos de pesquisa formal, meios e novas linguagens, através de cursos, palestras, concertos musicais, exposições, eventos multimidia, leituras dramáticas e performances. O Espaço N.O. patrocinou cerca de 90 eventos em sua trajetória, e marcou presença em mostras nacionais e internacionais. O nome do espaço é uma referência ao grupo Nervo Óptico, que havia atuado poucos anos antes. O Espaço N.O. também constituiu um acervo documental, que sobrevive e é administrado até hoje por Vera Chaves Barcellos, que é valiosa fonte de informações sobre o ambiente cultural da época.
O espaço foi inaugurado em 1 de outubro de 1979 com uma mostra de arte postal do pernambucano Paulo Bruscky. Através do Espaço N.O. Porto Alegre foi apresentada a artistas como Hélio Oiticica, Hudinilson e Marcelo Nitsche, e ali realizaram exposições artistas locais como Carlos Wladimirsky, Mário Röhnelt, Milton Kurtz, Ricardo Argemi, Rogério Nazari e Telmo Lanes, além dos próprios fundadores e outros convidados do centro do país.